# Mamers Valles
Mamers Valles ist eine lange, im nördlichen Teil des Planeten Mars gelegene Gebirgslandschaft. Über 1000 km ausstreckend, durchquert sie die Hochlandregion Arabia Terra (das arabische Land) über den Krater Cerulli (Marskrater) bis hin zur Vastitas Borealis, der größten Flachebene des Planeten.
Im mittleren Teil des Mamers Valles misst die Breite etwa 25 km, die Höhe um 1200 m. Mamers ist das oskische Wort für Mars, wonach die Gebirgslandschaft 1976 benannt wurde.
Lineare Verläufe am Fuße der Gebirgslandschaft deuten auf von Gestein bedeckte Eisströme hin. Die am weitesten verbreitete Theorie zur Entstehung der Gebirgslandschaft besagt, dass diese entweder durch Wasser oder Lava geformt wurde, von Süden gen Norden strömend.
Mamers Valles wird auf die frühe Hesperianische Periode vor etwa 3,8 Milliarden Jahren zurückdatiert.

## Galerie

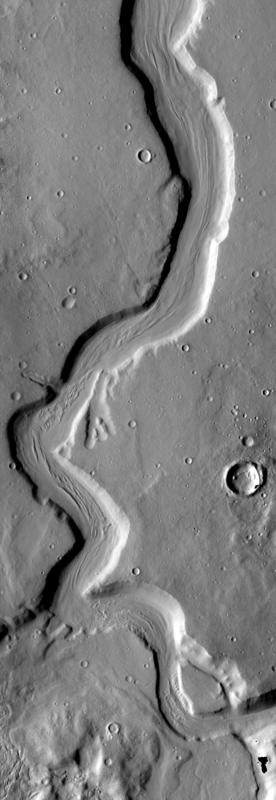
Mamers Valles aufgenommen durch HiRISE
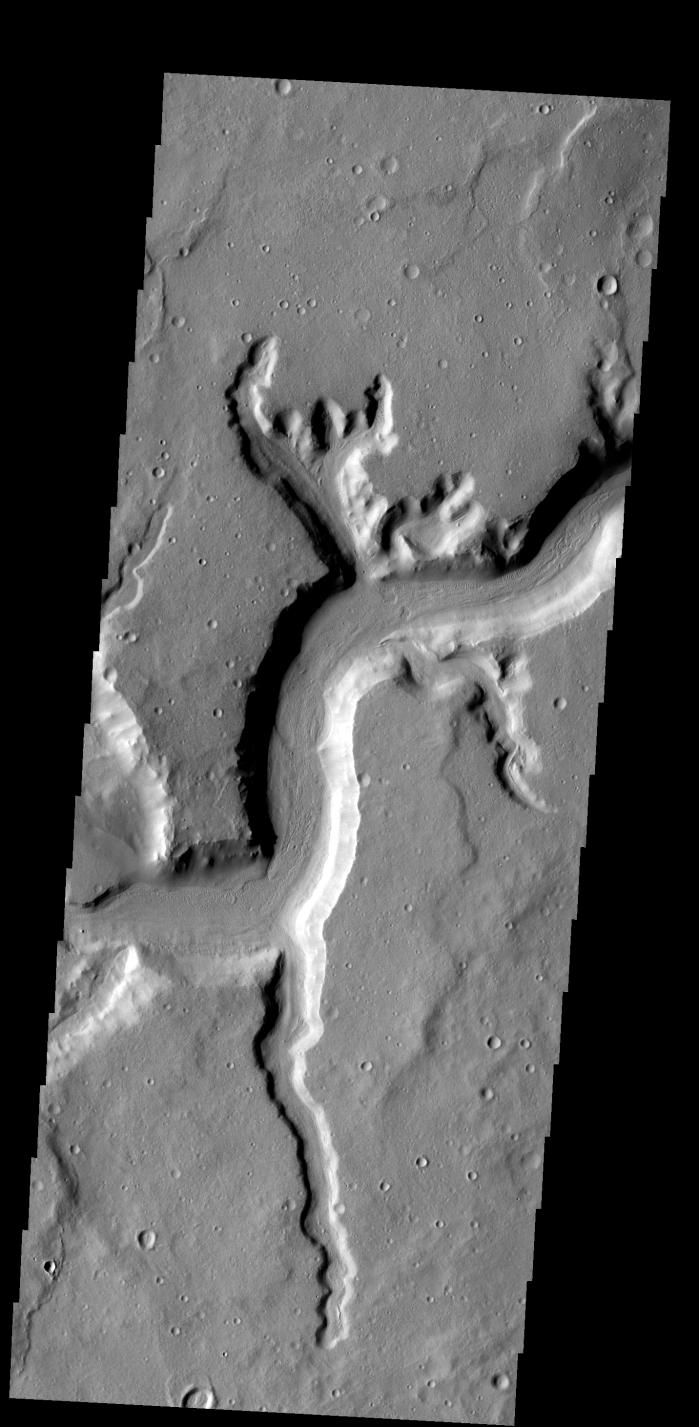